# Грене, Франц
Франц Грене (Frantz Grenet, род. 6 ноября 1952, Грюше-ле-Валас, Нормандия) — французский археолог, специалист по истории Центральной Азии и зороастризма. Профессор Коллеж де Франс (с 2013), член Академии надписей и изящной словесности (1997), членкор Австрийской академии наук (2014), иностранный член Американского философского общества (2017).

## Биография
В 1975 году в Парижской высшей нормальной школе получил агреже по истории. С 1972 по 1977 год учась там и в Национальном институте восточных языков и цивилизаций, а также Практической школе высших исследований, в двух последних изучал соответственно персидский и среднеиранские языки.
С 1977 по 1981 год участник Délégation archéologique française en Afghanistan.
С 1981 по 2013 год сотрудник Национального центра научных исследований, с 2005 года директор по исследованиям.
Одновременно с 1999 года профессор (Directeur d'études) секции религиоведения Практической школы высших исследований.
В 2001 году приглашённый профессор в Калифорнийском университете в Беркли.
С 2013 года профессор Коллеж де Франс по кафедре истории и культуры доисламской Центральной Азии.
В 2017 году приглашённый профессор Китайского народного университета в Пекине.
C 2012 года президент Société Européenne pour l’Etude des Civilisations de l’Himalaya et de l’Asie Centrale (SEECHAC).
Автор четырёх книг и около 170 статей.